# Glaciar Guanaco
El glaciar Guanaco está ubicado sobre la frontera internacional entre Argentina y Chile aunque la mayor parte se encuentra en la Región de Atacama. El inventario público de glaciares de Chile 2022 lo caracteriza como glacial de montaña con el código CL103812034@ y una superficie de 1,014 km². La parte chilena descarga a la cuenca del río Huasco.